# Hydraenida ocellata
Hydraenida ocellata är en skalbaggsart som beskrevs av Germain 1901. Hydraenida ocellata ingår i släktet Hydraenida och familjen vattenbrynsbaggar. Inga underarter finns listade i Catalogue of Life.